# 22531 Девідкеллі
22531 Девідкеллі (22531 Davidkelley) — астероїд головного поясу, відкритий 20 березня 1998 року.
Тіссеранів параметр щодо Юпітера — 3,623.